# Mats Holmqvist
Mats Johan Holmqvist, född 24 april 1965 i Gamlakarleby, är en finländsk skådespelare. 

## Biografi
Efter att ha tagit studenten 1984 studerade Holmqvist vid Rudolf Steinerseminariet i Järna, Sverige, och genomgick Teaterhögskolan i Helsingfors 1987-1991. 
Sedan han 1994 anställdes vid Wasa Teater har han hört till de främsta krafterna bland teaterns skådespelare. Han har medverkat i flera av Wasa Teaters stora framgångar på 1990-talet och in på 2000-talet. Bland rollerna märks huvudrollen i Hjälten på den gröna ön, Alfred Doolittle i Pygmalion och roller i musikaler, bland annat kapten von Trapp i Sound of Music. Som karaktärsskådespelare har han gjort en stark insats bland annat som Slim i Möss och människor och som Johannes Smeds i Lars Sunds Colorado Avenue. År 1994 förverkligade Teater Viirus serietecknaren Joakim Pirinens crazyhumor på scenen, och då visade han i gott sällskap med bland andra Pia Runnakko sin komiska talang.